# Клеопатра Македонска
Клеопатра Македонска (на старогръцки: Κλεοπατρα) е сестра на Александър Велики и играе важна роля през диадохските войни.
Клеопатра е дъщеря на македонския цар Филип II (359 – 336) и съпругата му Олимпиада. Баща ѝ има деца от няколко жени, така че тя е полусестра на Тесалоника, Кинана и Филип III Аридей.
През 336 г. пр. Хр. e омъжена за Александър Молоски, царя на Епир и неин чичо. Ражда две деца, син Неоптолем II и дъщеря Кадмея. Oт 334 г. пр. Хр. Клеопатра e регентка. През 331 г. пр. Хр. тя овдовява и 7 години e царица на Епир до 324 г. пр. Хр.
През 321 г. пр. Хр. Клеопатра е в Мала Азия, за да се омъжи за Пердика, регента на царството на Александър Велики. Пердика се решава за Клеопатра и отблъсква Никея, дъщеря на Антипатър. Tова води до избухването на първата Диадохска война.
След смъртта на Антипатър (319 г. пр. Хр.) Антигон я оставя 10 години в Сарди. Клеопатра иска да избяга при египетския цар Птолемей I, който по това време е на остров Кос, но е убита през 308 г. пр. Хр. от робините си в дома ѝ в Сарди.